# Henryk Bukowski
Henryk Michael Anton Bukowski, född 6 januari 1839 i på godset Kaukle i Kaunas, död 1 mars 1900 i Stockholm, var en polskfödd svensk adelsman och konstkännare, som år 1870 grundade det framstående auktionshuset Bukowskis.

## Biografi
Henryk Bukowski var son till stabskaptenen Adam Apollin Bukowski och Isabella Bortkiewicz, och tillhörde den polska ätten Bónecz som finns omnämnd sedan 988 vid ättens gods Bukowo. Sedan Wienkongressen 1815 hade en del av Polen tillhört Ryssland, så när Bukowski skulle inskrivas för juridikstudier 1858 blev det därför vid universitetet i Moskva. Där började han engagera sig för Polens frihetskamp och torde ha spelat en roll i polska upproret 1863-64, varefter han blev utblottad.
Liksom flera andra polska flyktingar kom han till Sverige 1864, där han bosatte sig i Stockholm. År 1867 anställdes han hos hovjuveleraren Christian Hammer på kung Karl XV:s önskan för att katalogisera hans konstsamlingar av bl.a. gravyrer och teckningar. Bukowski biträdde denne också vid förevisningar av samlingarna. Han skaffade sig här erforderlig kunskap för sin framtida bana.
År 1870 grundade han en konst- och antikvitetshandel på Jakobstorg 3, med offentliga auktioner från 1873, Bukowskis. Senare flyttades auktionerna till Hotell Rydberg, 1882 till Arsenalsgatan 2. 
Bukowski bidrog starkt till att stimulera intresset för konst- och antikvitetshandel i landet. Vid auktionerna såldes förutom konst, mynt, böcker, antika vapen, konstmöbler, och allt annat som kunde ha ett konstnärligt, kulturellt eller historiskt värde.
År 1875 blev han svensk medborgare och kom att ägna sig åt exilpolsk verksamhet som samlare och mecenat. I kretsen kring honom återfanns exilpolacker som Michal Michalowski, Jan Lawski och Józef A. Hajdukiewicz. Han donerade stora penningsummor till det polska nationalmuseet som hade placerats i Rapperswil och till vetenskapsakademien i Kraków.
Sedan 1886 var han gift med Maria Anna Sachsenhausen.